# Colbert, Georgia
Colbert är en ort i Madison County i delstaten Georgia, USA.